# VIM (chemotherapie)
VIM (of R-VIM) is een combinatiechemotherapie die wordt gebruikt bij de tweedelijnsbehandeling van enkele non-hodgkinlymfomen en de ziekte van Hodgkin. Het is een afkorting van de geneesmiddelen (cytostatica) die onderdeel zijn van de therapie:
- Vepesid (ook wel etoposide)
- Ifosfamide
- Methotrexaat

Wanneer rituximab onderdeel is van de behandeling wordt dit schema R-VIM genoemd.
VIM wordt toegepast in combinatie met een stamceltransplantatie.